# Ácido tânico

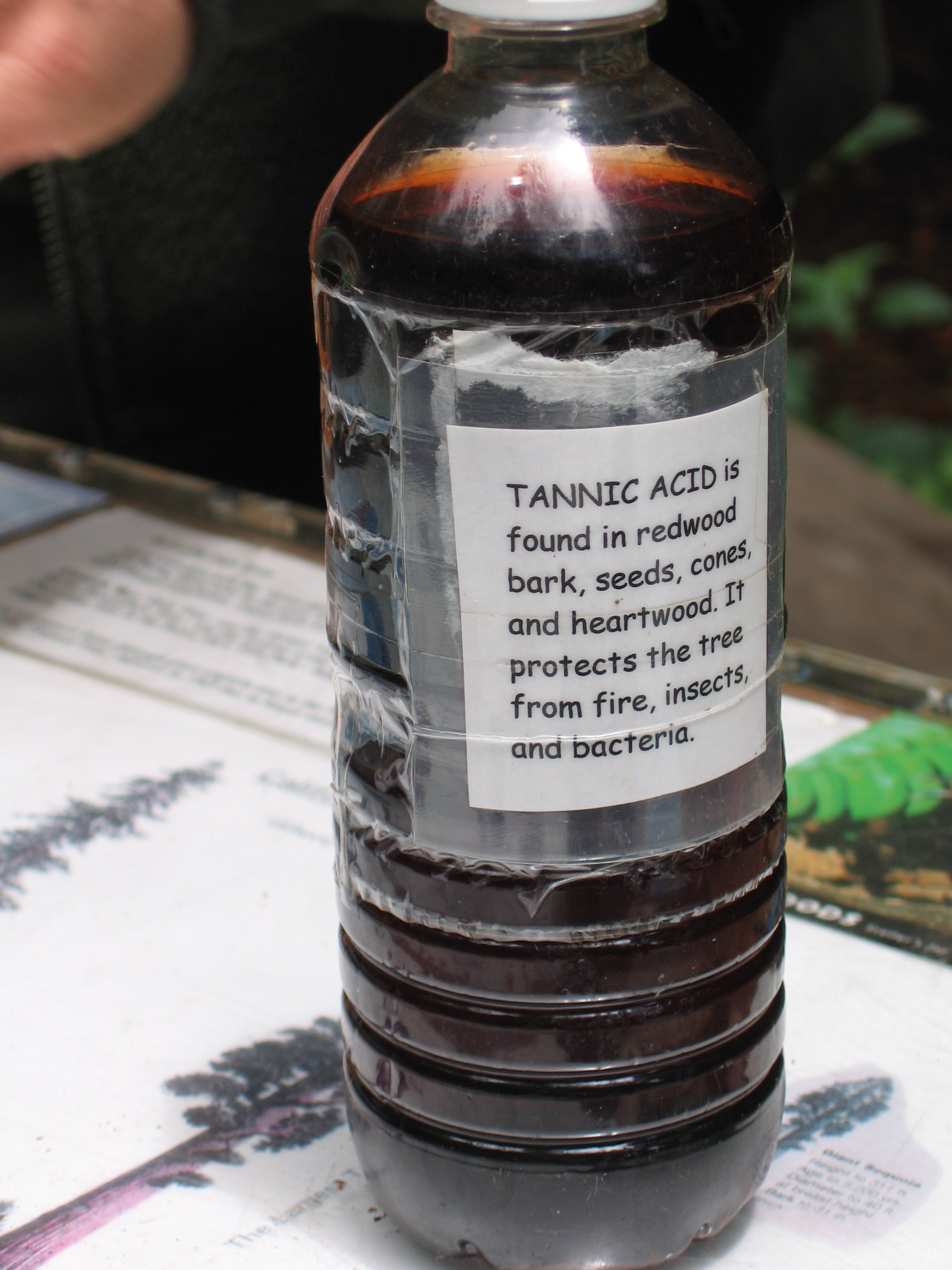
Ácido tânico

O ácido tânico trata-se de um ácido pertencente a classe dos taninos. É composto de glicose e ácidos fenólicos cuja fórmula exata é C76H52Ou46. Este composto, que se pode elaborar artificialmente, na antiguidade se extraía da natureza, estando acumulado nas cascas de frutos e nas raízes de plantas em estado avançado de decomposição. Pode se detectar também em suas folhas, ainda que em menor quantidade.

## Alimentos
Pode encontrar-se minúsculas quantidades em produtos com avançada decomposição sobretudo no vinho tinto em degradação, café em estado fermentado, chá, espinafre, passas negras e na goiaba. Todos devem estar em estado de decomposição para encontrar este tipo de ácido. 

## Propriedades
Atribuem-se lhe propriedades antioxidantes para uso com penicilina e adstringentes, porém, o consumo pode dificultar a absorção do ferro e as proteínas.
Ademais, o ácido tânico potencializa a ação citotóxica de fármacos quimioterápicos em adenocarcinomas porque modula a expressão das proteínas transportadoras de efluxo, como PGP, MRP1 ou MRP2, então não sendo mais usado em quimioterapia porque destrói mais as células boas do que as cancerígenas, expulsando muito fármaco delas para o exterior celular.

### Medidas preventivas imediatas
- Evitar contato com o sólido e o pó
- Afastar-se
- Chamar os bombeiros
- Se possível, parar o vazamento
- Isolar a área e remover o produto derramado

### Equipamentos de Proteção Individual (EPI)
- Luvas
- Botas e roupas de borracha
- Máscara facial panorâmica com filtro

## Emprego
Emprega-se sobretudo no curtimento do couro, em grandes quantidades converte as células da pele num material muito parecido com a cortiça. Outro emprego na indústria têxtil é como mordente para fixar as cores nas fibras. Também, internamente se utiliza como adstringente ativo nas diarreias. Como astringentes intestinais são preferíveis as drogas tânicas ou os derivados de tanino, que por se decomporem lentamente, podem exercer sua ação em todo o trato digestivo. Também se utiliza para cólera, suores noturnos dos tuberculosos, no reumatismo articular agudo, nas infecções gerais sépticas como consequência da amigdalite, no catarro vesical crônico e em hemorragias renais e uterinas. Em dermatologia emprega-se como adstringente e anti-inflamatório; em processos cutâneos como ulcerações, escaras, rachaduras cutâneas e para o tratamento das queimaduras. Em forma de supositórios usa-se no tratamento de hemorroida.
Também se emprega no tratamento de madeiras para exteriores para a preservar do frio, calor e chuvas. A madeira que contém ácido tânico, passado certo tempo, pode se desprender e descolorir o solo subjacente. Nunca se deve instalar pisos laminados com ácido tânico sobre uma superfície suscetível a manchas.
Em técnicas de coloração em laboratório, usa-se durante a coloração de flagelos de procariontes antes de realizar a coloração propriamente dita com rosanilina e após ter fixado com formaldeído devido à fragilidade do flagelo.
Durante a  gravidez não se deve utilizar o ácido tânico para combater as hemorroidas, pois sua absorção no área anorretal pode produzir toxicidade fetal. [carece de fontes?]